# Parupeneus orientalis
Parupeneus orientalis (Fowler, 1933) è un pesce appartenente alla famiglia Mullidae proveniente dal sud-est dell'oceano Pacifico.

## Descrizione
Presenta un corpo leggermente compresso sull'addome, non particolarmente allungato, che ha una lunghezza massima di 25 cm. La colorazione del corpo e delle pinne è sul marrone tendente al rossastro, mentre tende al bianco sul ventre. Sul dorso sono presenti delle macchie nere e una striatura bianca che segue la linea laterale.

## Alimentazione
Si nutre di crostacei tra cui Panulirus pascuensis.

## Distribuzione e habitat
È una specie demersale endemica dell'Isola di Pasqua.